# Индустријска зона-Артиђанали I-II-III (Порденоне)
Цоне Индустријали-Артиђанали I-II-III је насеље у Италији у округу Порденоне, региону Фурланија-Јулијска крајина.
Према процени из 2011. у насељу је живело 6 становника. Насеље се налази на надморској висини од 61 м.